# Skive Festival 2013
Skive Festival 2013 blev afholdt på Strandtangen i Skive fra d. 6 til den 8. juni 2013. Festivalen var den 21. udgave. 

## Billetpriser
| #                               | 3-dags billet | 3-dags m. camp |
| ------------------------------- | ------------- | -------------- |
| Første 3.000 billetter          | 595,-         | 795,-          |
| Næste 2.000 billetter           | 695,-         | 895,-          |
| Derefter og til og med 8. marts | 795,-         | 995,-          |
| Derefter og til og med 5. april | 895,-         | 1.095,-        |
| Derefter og til og med 17. maj  | 995,-         | 1.195,-        |
| Derefter og ved indgangen       | 1.195,-       | 1.495,-        |

## Kunstere
| - Turboweekend - Suspekt - Skunk Anansie (UK) - Volbeat - Shaka Loveless - Dúné - Kongsted - DJ-Set: Pelle Peter - Rasmus Walter - Baby In Vain - Reptile Youth - Specktors - DJ Hansen & guests - Sæbeboblerne - Mads Langer - Loreen (SE) - Rasmus Seebach - Kato - D-A-D - Christopher - Barbara Moleko - Anne Dorte & Maria fra Tøsedrengene - DJ-Set: Pelle Peter - Go Go Berlin - MØ - The Floor is Made of Lava - Klumben & Raske Penge - DJ Hansen, Gubbi & Kemo - Jaribarh & Sune show - Eldorado m/ Jørgen de Mylius - Burhan G - Johnny Madsen - Danser med Drenge - Medina - Nephew - Decco Band - Clemens - Poul Krebs - DJ-Set: Pelle Peter - The Rumour Said Fire - Sebastian Lind - Vinnie Who - Tako Lako - DJ Hansen, Gubbi & Kevin - Trolle & Dürr - Jacob Decco akustisk |